# Dušan Porubský
Dušan Porubský (2. června 1876 Trenčín – 9. dubna 1924 Trenčín) byl slovenský a československý novinář.

## Biografie
Před rokem 1918 působil jako novinář a byl vězněn za články kritizující národnostní politiku v Uhersku. Podílel se na vydávání listu Slovenský týždenník, v němž působil Milan Hodža. Po roce 1918 přispíval do četných periodik v Bratislavě a v letech 1919-1924 zasedal v bratislavském obecním zastupitelstvu. Působil rovněž ve funkci ministerského rady.
V lednu 1919 ho ministr Vavro Šrobár pověřil založením Slovenské tiskové kanceláře, která vznikla v Žilině. Založil ji spolu s Andrejem Djuračkou. V únoru 1919 se přestěhovala do Bratislavy. Ta pak fungovala jako územní pobočka ČTK a Porubský stál v jejím čele do roku 1922. Až do své smrti roku 1924 předsedal bratislavské pobočce Syndikátu československých novinářů.
V Revolučním národním shromáždění se uvádí v databázi poslanců jakýsi Dušan Podubský, který se na 1. schůzi parlamentu 14. listopadu 1918 popisuje jako navržený zapisovatel, ale již na následující 2. schůzi se konstatuje, že „odpadl“.